# Női labdarúgótorna a 2004. évi nyári olimpiai játékokon
A 2004. évi nyári olimpiai játékokon a női labdarúgótornát augusztus 11. és 26. között rendezték. A tornán 10 nemzet csapata vett részt.

## Lebonyolítás
A 10 résztvevőt 3 csoportba sorsolták, a G csoportban négy csapat volt. Körmérkőzések döntötték el a csoportok végeredményét. A csoportokból az első két helyezett és a két legjobb harmadik jutott tovább az negyeddöntőbe, ahonnan egyenes kieséses rendszerben folytatódott a torna.

## Csoportkör
| Színmagyarázat                                                              |
| --------------------------------------------------------------------------- |
| A csoportok első két helyezettje bejutott a negyeddöntőbe.                  |
| A csoportok legrosszabb harmadik és G csoport negyedik helyezettje kiesett. |

### E csoport
| Csapat           | M | Gy | D | V | Rg | Kg | Gk | P |
| ---------------- | - | -- | - | - | -- | -- | -- | - |
| Svédország (SWE) | 2 | 1  | 0 | 1 | 2  | 2  | 0  | 3 |
| Nigéria (NGR)    | 2 | 1  | 0 | 1 | 2  | 2  | 0  | 3 |
| Japán (JPN)      | 2 | 1  | 0 | 1 | 1  | 1  | 0  | 3 |

| 2004. augusztus 11. 18:00 |

| Svédország (SWE) | 0–1               | Japán (JPN) |
| ---------------- | ----------------- | ----------- |
|                  | (0–1) Jegyzőkönyv | Arakava 24' |

| Panthessaliko Stadium, Vólosz Nézőszám: 10 104 Játékvezető: Gaye (szenegáli) |

| 2004. augusztus 14. 18:00 |

| Japán (JPN) | 0–1               | Nigéria (NGR) |
| ----------- | ----------------- | ------------- |
|             | (0–0) Jegyzőkönyv | Okolo 55'     |

| Karaiskaki Stadium, Pireusz Nézőszám: 14 126 Játékvezető: Ferreira-James (guyanai) |

| 2004. augusztus 17. 18:00 |

| Svédország (SWE)         | 2–1               | Nigéria (NGR) |
| ------------------------ | ----------------- | ------------- |
| Marklund 68' Moström 73' | (0–1) Jegyzőkönyv | Akide 25'     |

| Panthessaliko Stadium, Vólosz Nézőszám: 21 597 Játékvezető: Silvia Regina de Oliveira (brazil) |

### F csoport
| Csapat            | M | Gy | D | V | Rg | Kg | Gk  | P |
| ----------------- | - | -- | - | - | -- | -- | --- | - |
| Németország (GER) | 2 | 2  | 0 | 0 | 10 | 0  | +10 | 6 |
| Mexikó (MEX)      | 2 | 0  | 1 | 1 | 1  | 3  | –2  | 1 |
| Kína (CHN)        | 2 | 0  | 1 | 1 | 1  | 9  | –8  | 1 |

| 2004. augusztus 11. 18:00 |

| Németország (GER)                                                                 | 8–0               | Kína (CHN) |
| --------------------------------------------------------------------------------- | ----------------- | ---------- |
| Prinz 13' 21' 73' 88' Wunderlich 65' Lingor 76' (11-esből) Pohlers 82' Müller 90' | (2–0) Jegyzőkönyv |            |

| Pampeloponnisiako Stadium, Pátra Nézőszám: 14 657 Játékvezető: Seitz (amerikai) |

| 2004. augusztus 14. 18:00 |

| Kína (CHN)   | 1–1               | Mexikó (MEX)  |
| ------------ | ----------------- | ------------- |
| Csi Ting 34' | (1–1) Jegyzőkönyv | Domínguez 11' |

| Karaiskaki Stadium, Pireusz Nézőszám: 5112 Játékvezető: Christina Ionescu (román) |

| 2004. augusztus 17. 18:00 |

| Németország (GER)       | 2–0               | Mexikó (MEX) |
| ----------------------- | ----------------- | ------------ |
| Wimbersky 20' Prinz 79' | (1–0) Jegyzőkönyv |              |

| Karaiskaki Stadium, Pireusz Nézőszám: 26 338 Játékvezető: Szokolai (ausztrál) |

### G csoport
| Csapat                 | M | Gy | D | V | Rg | Kg | Gk  | P |
| ---------------------- | - | -- | - | - | -- | -- | --- | - |
| Egyesült Államok (USA) | 3 | 2  | 1 | 0 | 6  | 1  | +5  | 7 |
| Brazília (BRA)         | 3 | 2  | 0 | 1 | 8  | 2  | +6  | 6 |
| Ausztrália (AUS)       | 3 | 1  | 1 | 1 | 2  | 2  | 0   | 4 |
| Görögország (GRE)      | 3 | 0  | 0 | 3 | 0  | 11 | –11 | 0 |

| 2004. augusztus 11. 18:00 |

| Görögország (GRE) | 0–3               | Egyesült Államok (USA)        |
| ----------------- | ----------------- | ----------------------------- |
|                   | (0–2) Jegyzőkönyv | Boxx 14' Wambach 30' Hamm 82' |

| Pankritio Stadium, Iráklio Nézőszám: 15 757 Játékvezető: Palmqvist (svéd) |

| 2004. augusztus 11. 18:00 |

| Brazília (BRA) | 1–0               | Ausztrália (AUS) |
| -------------- | ----------------- | ---------------- |
| Marta 36'      | (1–0) Jegyzőkönyv |                  |

| Kaftanzoglio Stadium, Szaloniki Nézőszám: 25 152 Játékvezető: Frai (német) |

| 2004. augusztus 14. 20:30 |

| Görögország (GRE) | 0–1               | Ausztrália (AUS) |
| ----------------- | ----------------- | ---------------- |
|                   | (0–1) Jegyzőkönyv | Garriock 27'     |

| Pankritio Stadium, Iráklio Nézőszám: 8 857 Játékvezető: D’Coth (indiai) |

| 2004. augusztus 14. 20:30 |

| Egyesült Államok (USA)          | 2–0               | Brazília (BRA) |
| ------------------------------- | ----------------- | -------------- |
| Hamm 58' (11-esből) Wambach 77' | (0–0) Jegyzőkönyv |                |

| Kaftanzoglio Stadium, Szaloniki Nézőszám: 17 123 Játékvezető: Damková (cseh) |

| 2004. augusztus 17. 20:30 |

| Görögország (GRE) | 0–7               | Brazília (BRA)                                                         |
| ----------------- | ----------------- | ---------------------------------------------------------------------- |
|                   | (0–1) Jegyzőkönyv | Pretinha 21' Cristiane 46' 55' 77' Grazielle 49' Marta 70' Daniela 72' |

| Pampeloponnisiako Stadium, Pátra Nézőszám: 7214 Játékvezető: Christine Frai (német) |

| 2004. augusztus 17. 20:30 |

| Egyesült Államok (USA) | 1–1               | Ausztrália (AUS) |
| ---------------------- | ----------------- | ---------------- |
| Lilly 19'              | (1–0) Jegyzőkönyv | Peters 82'       |

| Kaftanzoglio Stadium, Szaloniki Nézőszám: 3320 Játékvezető: Christina Ionescu (román) |

## Egyenes kieséses szakasz

### Negyeddöntők
| 2004. augusztus 20. 18:00 |

| Németország (GER)     | 2–1               | Nigéria (NGR) |
| --------------------- | ----------------- | ------------- |
| Jones 76' Pohlers 81' | (0–0) Jegyzőkönyv | Akide 49'     |

| Pampeloponnisiako Stadium, Pátra Nézőszám: 2 531 Játékvezető: D'Coth (indiai) |

| 2004. augusztus 20. 18:00 |

| Egyesült Államok (USA) | 2–1               | Japán (JPN)  |
| ---------------------- | ----------------- | ------------ |
| Lilly 43' Wambach 59'  | (1–0) Jegyzőkönyv | Jamamoto 48' |

| Kaftanzoglio Stadium, Szaloniki Nézőszám: 1 418 Játékvezető: de Oliveira (brazil) |

| 2004. augusztus 20. 21:00 |

| Mexikó (MEX) | 0–5               | Brazília (BRA)                              |
| ------------ | ----------------- | ------------------------------------------- |
|              | (0–2) Jegyzőkönyv | Cristiane 25' 49' Formiga 29' 54' Marta 60' |

| Pankritio Stadium, Iráklio Nézőszám: 3012 Játékvezető: Fatou Gaye (szenegáli) |

| 2004. augusztus 20. 21:00 |

| Svédország (SWE)          | 2–1               | Ausztrália (AUS) |
| ------------------------- | ----------------- | ---------------- |
| Ljungberg 25' Larsson 30' | (2–0) Jegyzőkönyv | De Vanna 48'     |

| Panthessaliko Stadium, Vólosz Nézőszám: 4811 Játékvezető: Dagmar Damková (cseh) |

### Elődöntők
| 2004. augusztus 23. 18:00 |

| Egyesült Államok (USA) | 2–1 (h. u.)                 | Németország (GER) |
| ---------------------- | --------------------------- | ----------------- |
| Lilly 33' O’Reilly 99' | (1–0, 1–1, 2–1) Jegyzőkönyv | Bachor 90+2'      |

| Pankritio Stadium, Iráklio Nézőszám: 5165 Játékvezető: Krystyna Szokolai (ausztrál) |

| 2004. augusztus 23. 18:00 |

| Brazília (BRA) | 1–0               | Svédország (SWE) |
| -------------- | ----------------- | ---------------- |
| Pretinha 64'   | (0–0) Jegyzőkönyv |                  |

| Pampeloponnisiako Stadium, Pátra Nézőszám: 1511 Játékvezető: Dianne Ferreira-James (guyanai) |

### Bronzmérkőzés
| 2004. augusztus 26. 18:00 |

| Németország (GER) | 1–0               | Svédország (SWE) |
| ----------------- | ----------------- | ---------------- |
| Lingor 17'        | (1–0) Jegyzőkönyv |                  |

| Karaiskaki Stadium, Pireusz Nézőszám: 10 416 Játékvezető: Kari Seitz (amerikai) |

### Döntő
| 2004. augusztus 26. 21:00 |

| Egyesült Államok (USA)   | 2–1 (h. u.)                 | Brazília (BRA) |
| ------------------------ | --------------------------- | -------------- |
| Tarpley 39' Wambach 112' | (1–0, 1–1, 1–1) Jegyzőkönyv | Pretinha 73'   |

| Karaiskaki Stadium, Pireusz Nézőszám: 10 416 Játékvezető: Jenny Palmqvist (svéd) |

| A 2004. évi nyári olimpiai játékok női labdarúgótornájának olimpiai bajnoka |
| · EGYESÜLT ÁLLAMOK · 2. cím                                                 |
| --------------------------------------------------------------------------- |

## Góllövőlista
5 gólos
- Birgit Prinz
- Cristiane

4 gólos
- Abby Wambach

3 gólos
- Pretinha
- Kristine Lilly

## Végeredmény
Az első négy helyezett utáni sorrend nem tekinthető hivatalosnak, mivel ezekért a helyekért nem játszottak mérkőzéseket. Ezért e helyezések meghatározása a következők szerint történt:
1. több szerzett pont
2. jobb gólkülönbség
3. több szerzett gól

A hazai csapat eltérő háttérszínnel kiemelve.
| Helyezés | Csapat                 | M | Gy | D | V | G+ | G– | Gk  | P  |
| -------- | ---------------------- | - | -- | - | - | -- | -- | --- | -- |
| Arany    | Egyesült Államok (USA) | 6 | 5  | 1 | 0 | 12 | 4  | +8  | 16 |
| Ezüst    | Brazília (BRA)         | 6 | 4  | 0 | 2 | 15 | 4  | +11 | 12 |
| Bronz    | Németország (GER)      | 5 | 4  | 0 | 1 | 14 | 3  | +11 | 12 |
| 4.       | Svédország (SWE)       | 5 | 2  | 0 | 3 | 4  | 5  | –1  | 6  |
|          |                        |   |    |   |   |    |    |     |    |
| 5.       | Ausztrália (AUS)       | 4 | 1  | 1 | 2 | 3  | 4  | –1  | 4  |
| 6.       | Nigéria (NGR)          | 3 | 1  | 0 | 2 | 3  | 4  | –1  | 3  |
| 7.       | Japán (JPN)            | 3 | 1  | 0 | 2 | 2  | 3  | –1  | 3  |
| 8.       | Mexikó (MEX)           | 3 | 0  | 1 | 2 | 1  | 8  | –7  | 1  |
|          |                        |   |    |   |   |    |    |     |    |
| 9.       | Kína (CHN)             | 2 | 0  | 1 | 1 | 1  | 9  | –8  | 1  |
| 10.      | Görögország (GRE)      | 3 | 0  | 0 | 3 | 0  | 11 | –11 | 0  |